# Solenocaulon simplex
Solenocaulon simplex is een zachte koraalsoort uit de familie Anthothelidae. De koraalsoort komt uit het geslacht Solenocaulon. Solenocaulon simplex werd in 1896 voor het eerst wetenschappelijk beschreven door Brundin. 